# Tríada dialéctica

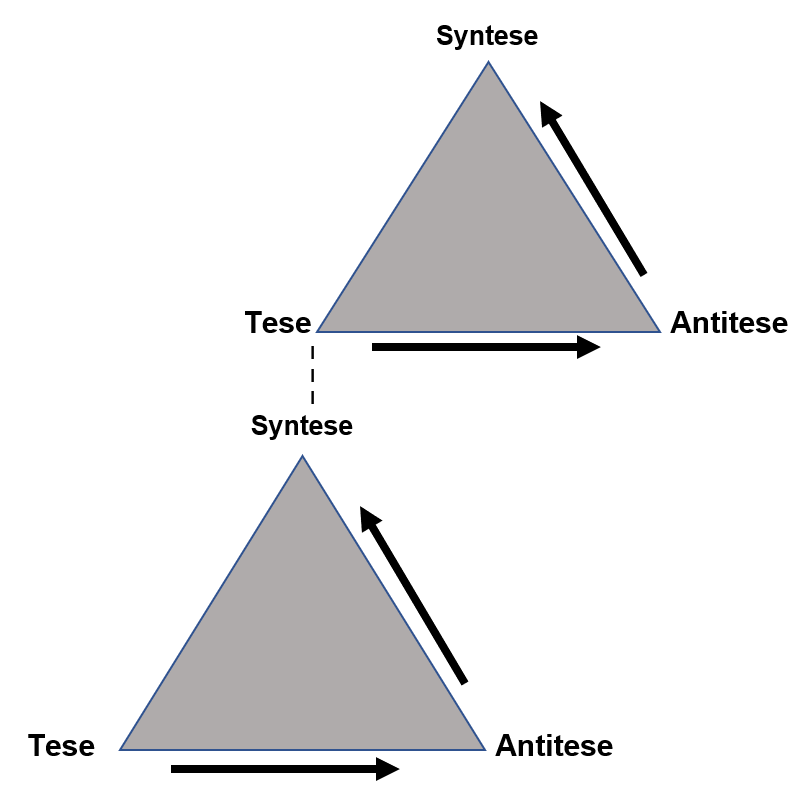
La dialéctica en Hegel y Marx, incluidos los movimientos de la tesis a la antítesis y a la síntesis, que se convierte en una nueva tesis.

En el contexto de la explicación de la filosofía de Hegel (no es, por tanto, un término acuñado por el propio filósofo), la expresión tríada dialéctica se utiliza para hacer referencia a la materialización ontológica de la dialéctica en forma de una concepción de la realidad como proceso circular, proceso dinámico desarrollado en tres momentos o fases y movido por el principio de la contradicción. 
Esta tríada dialéctica refleja, entonces, la realización dinámica de la razón absoluta, esto es, de la Idea.
Esos tres momentos del proceso dialéctico se corresponden con las expresiones acuñadas por Fichte de tesis, antítesis y síntesis, aunque la terminología que Hegel utilizó es la de abstracto, negativo y concreto:
1. El primer momento (tesis) se corresponde con el estar en sí. Es el momento de la posición abierta a la inmediatez y situada en la indeterminación: la revelación del aspecto abstracto que es accesible al entendimiento; el ser es visto como identidad, pero no en su totalidad.
2. Ocurre entonces que, haciendo uso de la razón, lo que está en sí sale de sí y se niega a sí mismo en lo otro, llegándose así al segundo momento (antítesis) que se corresponde con el ser para sí. Se produce la negación o contradicción del primer momento, provocándose una auto-escisión, una alienación u objetivación.
3. El tercer momento (muy mal creído síntesis, sino que es la negación de la negación) se corresponde con el ser en y para sí: el Ser real, la Totalidad que ha sido alcanzada por la razón. Se produce la negación de la negación, llegándose a la superación (no a la negación de la antítesis) y, en definitiva, a la auto-reconciliación del ser. Esta síntesis, de inmediato, se vuelve a convertir en una tesis.

Aplicados a la Idea, estos tres momentos se corresponden con otros tantos fundamentales: como Lógica (la Idea en sí y para sí misma); como Naturaleza (la Idea sale fuera de sí misma y se exterioriza); y como Espíritu (la Idea vuelve a recogerse en sí, retornando a sí misma).